# Tự sắc
Tự sắc (Latinh: Motu proprio) là một loại văn kiện của giáo hoàng, có chữ ký riêng của ông, do ông tự ban hành mà không theo ý thỉnh cầu của người nào khác. Một tự sắc có thể được giáo hoàng gửi đến toàn thể hoặc một phần Giáo hội Công giáo, hoặc gửi đến cho một số cá nhân. Mục đích của tự sắc thường là để thành lập các tổ chức của Tòa Thánh hoặc Giáo hội; điều chỉnh, thay đổi nhỏ các quy luật hoặc thủ tục, vinh danh một cá nhân... nhưng thường không trái ngược với Tông Hiến. Tự sắc đầu tiên được biết đến do Giáo hoàng Innocent VIII ban hành năm 1484.
Trong luật dân sự, motu proprio (dịch theo ý riêng) mô tả hành động chính thức được thực hiện mà không có yêu cầu chính thức từ bên khác. Một số khu vực pháp lý sử dụng thuật ngữ sua sponte với ý nghĩa tương đương.